# Alcea ghahremanii
Alcea ghahremanii är en malvaväxtart som beskrevs av Pakravan och Assadi. Alcea ghahremanii ingår i släktet stockrosor, och familjen malvaväxter. Inga underarter finns listade i Catalogue of Life.